# 蘭尼冰原島峰
76°53′S 143°55′W / 76.883°S 143.917°W
蘭尼冰原島峰（英語：Ranney Nunatak）是南極洲的冰原島峰，位於瑪麗伯德地，處於古滕科冰原島峰西南端，屬於福特山脈的一部分，由美國研究隊繪入地圖，現時由南極條約體系管理。